# 五人組 (森喜朗首相擁立会合)
五人組（ごにんぐみ）は、2000年4月に小渕恵三内閣総理大臣が倒れた際に、後継を選出する際の会談に集まった自由民主党の有力国会議員であった5人のこと。赤坂プリンスホテルで会談をしたことから「赤プリ5人組」とも呼ばれている。
会談中、「あんたがやればいいじゃないか」との村上の発言により、後継総理に森喜朗が就任することが決まった。

## 五人組

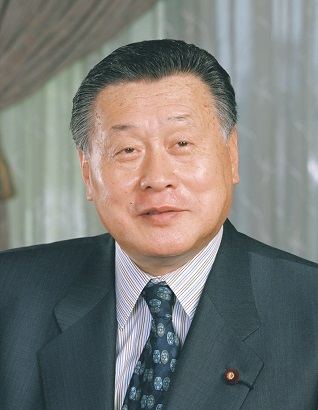
森喜朗幹事長（森派）

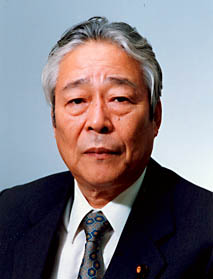
青木幹雄内閣官房長官（小渕派）

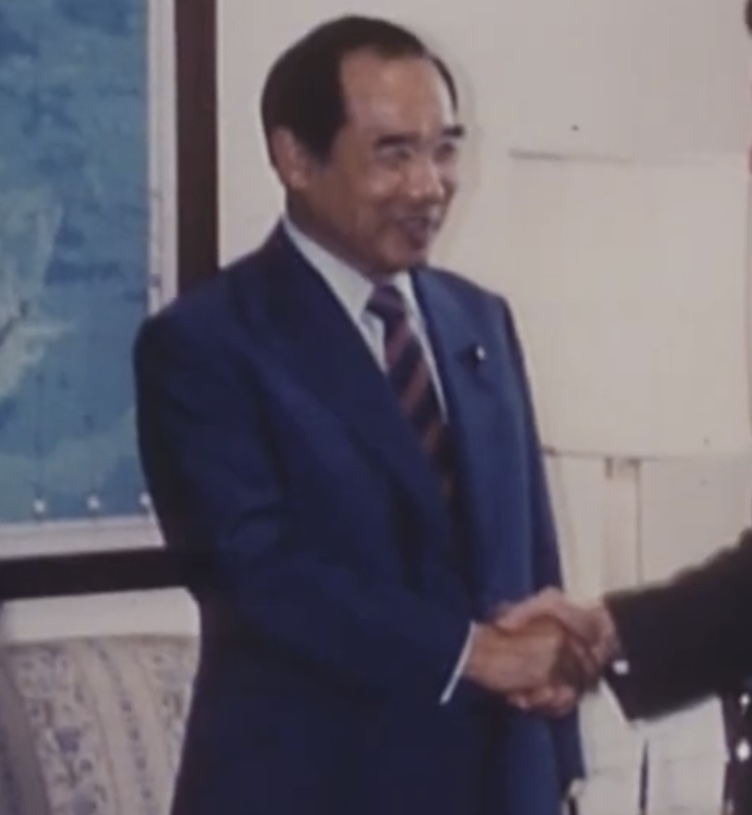
村上正邦参議院議員会長（江藤・亀井派）

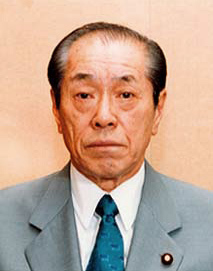
野中広務幹事長代理（小渕派）

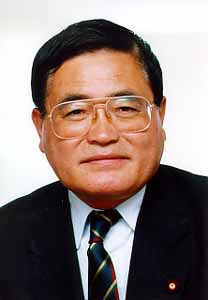
亀井静香政務調査会長（江藤・亀井派）

## 経過
- 4月2日

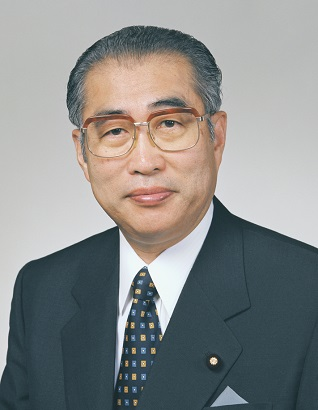
脳梗塞を発症した小渕恵三内閣総理大臣（当時）

  - 午前1時頃、小渕恵三首相が順天堂大学医学部附属順天堂医院に緊急入院。
  - 午前2時頃、古川俊隆首相政務秘書官から青木幹雄官房長官に首相入院の連絡。
  - 午前6時頃、主治医が青木官房長官を訪問。
  - 午後0時頃、緊急事態を受け、青木、森、村上、野中、亀井の五人がホテルニューオータニで会合。首相臨時代理の設置や後継問題が動き出す。
  - 午後7時頃、青木官房長官が順天堂医院を訪問し、病床の小渕首相と一人で面会（ただし、小渕首相の病状から、青木官房長官は実際には小渕首相に面会できなかったのではないかという説も一部マスコミで報じられた）。
  - 午後11時、青木官房長官が緊急記者会見。「小渕首相が体調不良で入院した」旨を正式に公表。
- 4月3日
  - 午前0時頃、青木、森、村上、野中、亀井の五人が同ホテルに集まり、青木官房長官が内閣総理大臣臨時代理、後継首相は森喜朗を決定、内閣総辞職、衆参本会議及び組閣日程を確認。
  - 午前11時、定例記者会見で青木官房長官は、小渕首相は「脳梗塞」であると病名を初めて公表し、小渕首相の指定に基づいて自身が首相臨時代理に就任したと発表。
- 4月4日
  - 午後7時、内閣総辞職。
- 4月5日
  - 午前、自民党両院議員総会で森総裁選出。
  - 午後、衆参両院本会議で森首相を指名、夜、第1次森内閣が正式に発足。

## 問題点
- 官房長官の青木は入院中の小渕首相から首相臨時代理に指名されたとして首相臨時代理に就任したが、病床の小渕首相が自らの意思で臨時代理を指名することが時間的・医学的に可能であったのかどうかについて論争となり、青木の首相臨時代理就任の正当性が問題視された。ちなみに小渕政権において小渕首相外遊時に12回指名された首相臨時代理はいずれも内閣官房長官（野中・青木）であった。
- 民主党は青木が内閣総理大臣官邸での記者会見や臨時閣議で首相臨時代理の指定を受けたと発表したことや衆参両院議長に提出した内閣総辞職通知書について官職詐称の罪や有印公文書偽造同行使罪にあたるとして告訴したが、東京地検は青木が小渕との2人だけの会話で「前首相から『万事よろしく』と言われた」と説明について否定する証拠がない、青木は官房長官として外遊時等に首相臨時代理に指名された過去があることから、青木が小渕から首相臨時代理就任を要請されたと受け取っても不自然ではなく、2000年5月に小渕が死亡しているためこれ以上の捜査は困難として2001年4月に嫌疑不十分で不起訴処分となった[2]。
- このことに絡んで野党から国会で質問を受けた内閣法制局は、首相が内閣法第9条が規定する首相臨時代理を指定しないまま執務不能状態になった場合について『「他に方法はないし、また、条理上許される」として首相以外の閣僚による「協議」（首相不在では閣議は開けない）で閣僚の中から内閣総理大臣の臨時代理を指定することができる[3]』、首相が意識不明状態になった場合の内閣総辞職について『意識不明で近い将来に回復の見込みのないような場合は（内閣総辞職を規定した日本国憲法第70条における）「内閣総理大臣が欠けたとき」に当たると解するのが相当[4]』とそれぞれ答弁している。
- この時のように首相が臨時代理予定者を指定しないまま執務不能になった場合を避けるようにするため、森内閣からは組閣時などに内閣総理大臣臨時代理の就任予定者5名をあらかじめ指定（官報掲載）するのが慣例となった。
- 自民党党三役の一人であった池田行彦総務会長（加藤派）はこの会談に参加していなかった。これは森は池田に出席を促したが、池田が党務が不得意で体調が悪かったためであり、森首相擁立については五人組の会談中に随時電話連絡という形で同意している。
- 森は私の履歴書の中で「深夜の五役会議の場で瞬く間に『森さん、後継者はあんたしかいない』という結論になった。野中さんは『公明党も森さんでいいと言っている』と話した。亀井静香政調会長も村上正邦参院議員会長も私を支持した。（体調が悪く欠席していた）池田行彦総務会長には電話で連絡し『私もそれで結構です』と返事があった」[5]と述べている。
- 村上は後に週刊新潮に発表した手記で「きちんと党内の手続きを踏んで自民党両院議員総会にかけて総裁を選出したので密室で決めていない」と反論している。
- 野中は「青木さんからそうした説明（＝小渕首相の公務復帰は困難）があり、しばらく重たい沈黙が続いた後、村上正邦さんが「森さん、あんたがやるよりしょうがないんじゃないか」、「そうだな」、亀井さんがそれに同調し、森さんの後継が決まった」[6]と回顧録に中で明かしている。
- 森は「5人の集まりでの合意は執行部として次期総裁候補に私を推薦するということです。次期総裁を両院議員総会にかけるときは、他の人も立候補できるわけです。密室ですべて決めたわけじゃあない。加藤紘一さんが出るなら手を挙げればよかったんですよ。自らは手を挙げないで森でいいと言ったんだから」と反論している[7]。更に自由党の連立離脱問題という重要な政治局面であったこと、当時は予算案は通過したものの、関連法案が残っており、通常の手続きで総裁選を行なった場合、政治日程に1ヶ月の空白期間をつくってしまうことが予想されたことを挙げている[8][9]。この点は森のみならず、中村慶一郎も指摘しており、1ヶ月程度の空白を作って総裁選を実施した場合、世間はそのことを批判したであろうと述べている[10]。
- この件については後に次のような事実も指摘している。森が首相在任中に月刊文藝春秋の取材に応じた際「自民党内部から批判されたら受けて立ってもいいと思うんですね。しかし、野党から言われる筋ではない。」と述べ、同時期の民主党代表選挙で小宮山洋子と河村たかしが党内の空気から出馬を諦めた件や、日本共産党の人事がオープンではない旨を挙げている[9]。これらの対談ではインタビュアーの高村正彦が竹下政権発足時の中曽根裁定などとの類似性に水を向けているが、森は「ああした裁定からすれば（自分が選ばれた経緯の方が）もっと明るい」「私は、べつに（総理の座を）口を開けて待っていたわけではない」「そんなに簡単に総裁を変えていいのかなという思いもある」「連立の問題もある。まだ自由党と袂を分かっていないときですから（中略）せっかく連立の話を進めてきた公明党、自由党の人たちの気持ちと違う人を総理に切り換えていいのか、決していいわけがない――そういう気持ちだったんです」といった理由も列挙した。その当時の裁定と比較してマスコミの批判が極端である旨も述べている。
- また、2000年3月に小渕首相が町村信孝を教育問題担当の首相補佐官に起用する構想を持ち、町村の出身派閥である森に首相官邸で相談し森が難色を示した際に「教育改革はどうせ僕の政権の時にはできあがらない。僕のあと君がやるんだからちょうどいいテーマじゃないか」と言ってきたと森は述べ、小渕首相が森を後継首相と想定していたともとれることを述懐している[11]。ただし、小渕首相のこの言葉について第三者の証言があるかは不明。
- 亀井は「このまま青木さんが首相代理できないし、村上と私が森にあんた（首相）やりなさいよと水を向けると森が待ってましたよと言わんばっかりに、青木さんとは早稲田の先輩で仲良かったし、人望もあったし反対もなかったと」[12]、「自民、自由、公明の３党連立政権は確かに小沢に振り回された。小渕総理の病気との因果関係は別として、自民党や政府の幹部は急きょ赤プリの一室で当面の対応を話し合ったんだ。おまえが次をやったらどうか。幹事長もやっているんだから」と村上が森に水を向けた。森がまんざらでもない顔をするから、俺も「やりたいんだろ」と背中を押した。世間は密室政治だとか言ったけど、宏池会以外の各派閥の親分格が集まった。後日、両院議員総会も開いたし、謀議ではない。」[1]と述懐している。
- 後継首相の擁立において、次期首相と目されていた加藤が擁立されなかったことが、後の加藤の乱の遠因になったともいわれている。このことについて後に村上は、「ポスト小渕を狙っていた加藤を、無意識のうちに警戒したのだろう」という意味のことを述懐している[13]。
- そもそも密談であるはずのこの会談において、なぜ村上が「森でいいじゃないか」と発言したことが明らかになっているのか疑問が残る。ここには、村上があえてこの情報をリークすることで、「総理を指名したのは自分だ」と示す狙いがあったのでは、という見方もある[誰によって?]。
- 山崎拓は「森さんを小渕後継に選んだ5人組の「密室会談」に、僕と加藤は呼ばれなかった。それだけ、小渕政権を支えた人たちの覚えが悪かったということです」と述べている[14]。
- 日本経済新聞は村上が「森さんしかいないんじゃないか」切りだし、森は小渕を支える党のナンバー2、連立を組む公明党の意向が気になったが、「こういう状況では森さんしか考えられないと言っている」と野中が応じる。青木は森の早大雄弁会の先輩、森が所属した旧三塚派を脱会した亀井も「いいんじゃないの」。森は野党時代に支えた元総裁、外務大臣の河野洋平の名前を挙げたりもしたが、最後は森が首相に就任した[15]。
- 日本経済新聞のフェロー芹川洋一は「総裁派閥だった小渕派にすれば、いかに権力が移動しないようにするかが至上命題だった。内閣の青木官房長官、党の森の後任の幹事長の野中と、ともに小渕派で権力の軸をおさえたわけだ。村上・亀井派も、参院と政調会をおさえ権力の一翼を担っている以上、ここを手放すわけにはいかない。森派、小渕派、村上・亀井派の自己都合による連合政権ができあがった。ポスト小渕の有力候補加藤紘一元幹事長が出てくるのを阻止するものでもあった。ただ形式的にも総裁選を実施しておらず、森政権はどこまで行っても5人組の密室協議で生まれたとの批判がついて回った。後継の正統性に問題があるとみられてしまった」[16]と著書の中で記している。

## 参照
1. 1 2  “生きて＜１５＞　赤プリ５人組　小渕首相が倒れ森政権に　元自民党政調会長 亀井静香さん(1936年～)”. 中国新聞 2023年2月17日閲覧。
2. ↑  「民主党告発「青木氏首相臨時代理は官名詐称」、嫌疑不十分で不起訴－－東京地検」『毎日新聞』毎日新聞社、2001年4月2日。
3. ↑  2000年4月18日の衆議院法務委員会における阪田雅裕内閣法制局第一部長の答弁
4. ↑  2000年4月25の参議院予算委員会における津野修内閣法制局長官の答弁
5. ↑  『私の履歴書　森喜朗回顧録』、日本経済新聞社、2013年、210-211頁
6. ↑  野中広務著、『老兵は死なず野中広務　全回顧録』、文藝春秋、2003年、156-157頁
7. ↑  森喜朗『自民党と政権交代』、朝日新聞社、2007年、226頁
8. ↑  「ロングインタビュー 森総理「恨」の一年 語りつくしたマスコミ非難の二時間」『月刊経営塾』2001年6月号
9. 1 2  「総理と言うのは不自由なもんだ」『文藝春秋』2000年10月
10. ↑  中村慶一郎「森喜朗と小泉純一郎」『Voice』2001年7月号 p.71
11. ↑  森喜朗『自民党と政権交代』、朝日新聞社、2007年、214頁
12. ↑  週刊現代2018年12月8日号、亀井静香の政界交差点／森喜朗－小渕恵三が倒れ、「森後継」を密室で決めた、66－67頁
13. ↑  村上正邦、平野貞夫、筆坂秀世 『自民党はなぜ潰れないのか 激動する政治の読み方』p45（幻冬舎新書、2007年）
14. ↑  “加藤の乱「青木幹事長」打診でつまずく 加藤紘一氏を語る（下） わが体験的政界論　山崎拓氏編”. 日本経済新聞. (2011年2月24日) 2018年11月29日閲覧。
15. ↑  “小渕首相倒れ、後継に森氏（2000年）路線継ぎ即決、乱の火種に”. 日本経済新聞. (2014年6月1日) 2018年5月15日閲覧。
16. ↑  芹川洋一著、平成政権史、日経プレミアシリーズ、2018年、147頁、日本経済新聞出版社